# Extenzivní chov

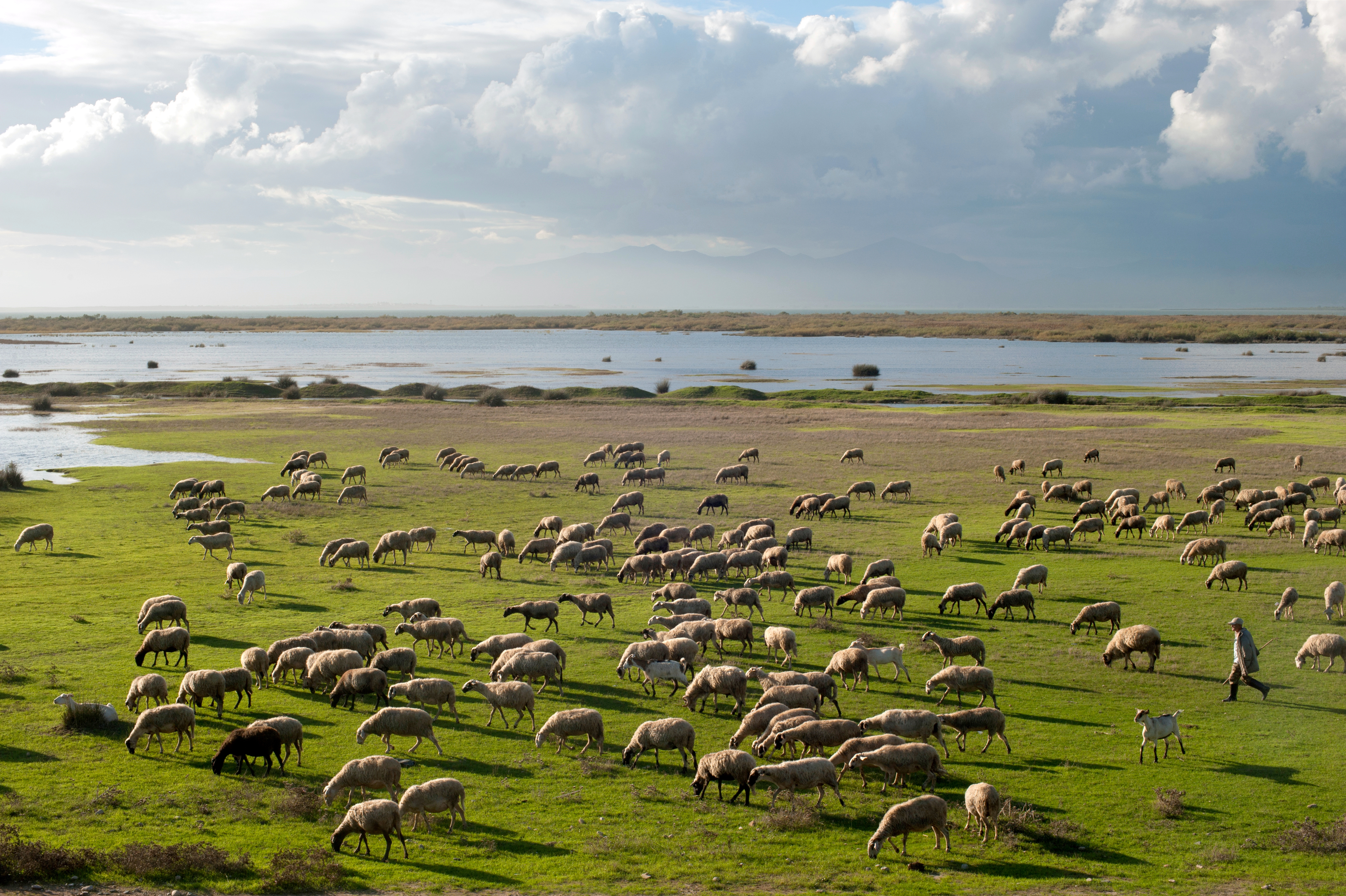
stádo ovcí na pastvě

Extenzivní chov je způsob chovu hospodářských zvířat, při kterém je na co nejmenší možnou míru omezený vklad kapitálu a lidské práce na jednotku obhospodařované plochy. Výnosy z hektaru jsou malé. Pokud tento chov poskytuje hospodářsky využitelné živočišné produkty, jedná se o extenzivní živočišnou výrobu.
Extenzivní chov vyžaduje rozsáhlé plochy zemědělské půdy, na druhé straně investice do chovatelských staveb a strojů a spotřeba lidské práce jsou nízké. Obvykle není potřeba nakupovat hnojiva či krmiva, nejdůležitějším krmivem pro zvířata je pastva. Kočovné pastevectví, což je extrémní příklad extenzivního chovu, představuje nejstarší a nejprimitivnější způsob chovu zvířat vůbec. Rozdíly mezi extenzivním a intenzivním chovem jsou však relativní a existuje mnoho přechodů.

## Typy extenzivního chovu

### Kočovné pastevectví
Kočovné pastevectví představuje nejjednodušší způsob chovu zvířat. Jedná o využívání ochočených býložravých kopytníků, kteří se živí pastvou. Na prvopočátku kočovného pastevectví leží prosté stěhování lidí za samostatně migrujícími stády a jejich částečná ochrana před predátory. Tento způsob chovu i v 21. století využívají pastevci sobů. Pokročilejší způsob už využívá cílený přesun stád zvířat za pastvou. Často se jedná o jediný možný způsob zemědělství v dané oblasti. Pastýři nijak neovlivňují složení pastevního porostu, netvoří žádné zásoby krmiv a péče člověka se omezuje na ochranu stád před šelmami a jejich přesunem na nové pastviny. Při pastvě většího množství zvířat, než je pastvina schopná uživit, dochází k devastaci drnu a větrné erozi, nadměrná pastva zvířat v oblasti Sahelu je jedna z příčin rozšiřování pouště. 
Často se využívá společná pastva více druhů zvířat, například koz a ovcí, koz, ovcí a velbloudů, v Mongolsku se pasou společně koně, skot, jaci, ovce, kozy a velbloudi.

### Polokočovný chov
Při polokočovném chovu lidé doprovázejí stáda na pastvu, zároveň však shromažďují zásoby krmiv na období zimy či sucha a pro zvířata staví přístřešky pro ustájení zvířat během těchto nepříznivých období (salaše).

### Transhumance
Transhumance je typ extenzivního chovu především ovcí. Je to jeden z mála způsobů chovu kopytníků v Evropě, který dodnes využívá volné pastvy, totiž pastvy bez použití ohrad. Využívá se ve Francii, Německu, Španělsku či Rumunsku, z mimoevropských zemí v Andách. Stáda zvířat jsou pravidelně přesouvána mezi pravidelnými horskými a nížinnými pastvinami.

### Moderní extenzivní chov
Moderní extenzivní chov skotu je nejvíce rozvinutý na prériích severoamerického středozápadu a na pampách v Latinské Americe. Nejdůležitější oblastí extenzivního chovu ovcí jsou Austrálie a Nový Zéland. Výnos z jednotky plochy je malý, produktivita práce ale naopak vysoká, protože potřebné činnosti jsou mechanizované.